# Basketball-Bundesliga 2022-2023
La Basketball Bundesliga 2022–2023, chiamata per ragioni di sponsorizzazione easyCredit Basketball Bundesliga, è la 57ª edizione del massimo campionato tedesco.

## Regolamento

### Novità
Solo una squadra è stata promossa dalla ProA 2021-2022, i Rostock Seawolves al debutto nella massima serie, mentre i Skyliners Frankfurt sono stati ripescati grazie ad una wild-card.

### Formula
La stagione regolare prevede che ogni squadra disputi 34 partite, giocando contro tutte le altre squadre due volte in un girone di andata ed uno di ritorno. Al termine verranno disputati dei play-off fra le migliori otto squadre in classifica. Al termine della stagione regolare le squadre classificate in 17ª e in 18ª posizione retrocederanno in ProA.
A ottobre 2022, la lega ha deciso di passare dal conteggio dei punti per la classifica al calcolo delle percentuali per vittoria.

## Squadre
| Club               | Stagione | Città             | Stadio                | Stagione precedente              |
| ------------------ | -------- | ----------------- | --------------------- | -------------------------------- |
| Bamberger          | ...      | Bamberga          | Brose Arena           | 8º posto in Bundesliga           |
| Bayreuth           | ...      | Bayreuth          | Oberfrankenhalle      | 14º posto in Bundesliga          |
| Alba Berlino       | dettagli | Berlino           | Mercedes-Benz Arena   | 1º posto in Bundesliga, campione |
| Telekom Bonn       | dettagli | Bonn              | Telekom Dome          | 2º posto in Bundesliga           |
| Braunschweig       | ...      | Braunschweig      | Volkswagen Halle      | 13º posto in Bundesliga          |
| Niners Chemnitz    | ...      | Chemnitz          | Arena Chemnitz        | 6º posto in Bundesliga           |
| Crailsheim Merlins | ...      | Crailsheim        | Arena Hohenlohe       | 9º posto in Bundesliga           |
| Skyl. Francoforte  | ...      | Francoforte       | Fraport Arena         | 17º posto in Bundesliga          |
| BG 74 Gottinga     | ...      | Gottinga          | Sparkassen Arena      | 10º posto in Bundesliga          |
| Amburgo Towers     | ...      | Amburgo           | Inselparkhalle        | 7º posto in Bundesliga           |
| Heidelberg         | ...      | Heidelberg        | SNP Dome              | 15º posto in Bundesliga          |
| R. Ludwigsburg     | ...      | Ludwigsburg       | MHP-Arena             | 4º posto in Bundesliga           |
| Mitteldeutscher BC | ...      | Weißenfels        | Stadthalle Weißenfels | 16º posto in Bundesliga          |
| Bayern Monaco      | dettagli | Monaco di Baviera | Audi Dome             | 3º posto in Bundesliga           |
| EWE Oldenburg      | ...      | Oldenburg         | Große EWE Arena       | 11º posto in Bundesliga          |
| Rostock Seawolves  | ...      | Rostock           | Stadthalle Rostock    | in ProA                          |
| Ulma               | ...      | Ulma              | Arena Ulm             | 5º posto in Bundesliga           |
| Würzburg Baskets   | ...      | Würzburg          | s.Oliver Arena        | 12º posto in Bundesliga          |

## Stagione regolare

### Classifica
|  | Pos. | Squadra                     | PCT  | G  | V  | P  | PF   | PS   | Dif  | SD  |
|  | ---- | --------------------------- | ---- | -- | -- | -- | ---- | ---- | ---- | --- |
|  | 1.   | Telekom Baskets Bonn        | .941 | 34 | 32 | 2  | 3042 | 2477 | +565 |     |
|  | 2.   | Alba Berlin                 | .912 | 34 | 31 | 3  | 3002 | 2615 | +387 |     |
|  | 3.   | Bayern Munich               | .735 | 34 | 25 | 9  | 2782 | 2563 | +219 |     |
|  | 4.   | EWE Baskets Oldenburg       | .647 | 34 | 22 | 11 | 2939 | 2825 | +114 |     |
|  | 5.   | MHP Riesen Ludwigsburg      | .559 | 34 | 19 | 15 | 2957 | 2915 | +42  | +7  |
|  | 6.   | BG Göttingen                | .559 | 34 | 19 | 15 | 2902 | 2932 | -30  | -7  |
|  | 7.   | Ratiopharm Ulm              | .529 | 34 | 18 | 16 | 3029 | 2929 | +30  |     |
|  | 8.   | Niners Chemnitz             | .471 | 34 | 16 | 18 | 2843 | 2813 | +30  | +13 |
|  | 9.   | Rostock Seawolves           | .471 | 34 | 16 | 18 | 2857 | 3021 | -164 | -13 |
|  | 10.  | Brose Bamberg               | .441 | 34 | 15 | 19 | 2996 | 3021 | -25  | 2-2 |
|  | 11.  | S.Oliver Würzburg           | .441 | 34 | 15 | 19 | 2752 | 2839 | -87  | 2-2 |
|  | 12.  | MLP Academics Heidelberg    | .441 | 34 | 15 | 19 | 2976 | 3046 | -70  | 2-2 |
|  | 13.  | Crailsheim Merlins          | .353 | 34 | 12 | 22 | 2879 | 3005 | -126 | 3-1 |
|  | 14.  | Löwen Braunschweig          | .353 | 34 | 12 | 22 | 2725 | 2829 | -104 | 2-2 |
|  | 15.  | Hamburg Towers              | .353 | 34 | 12 | 22 | 2751 | 2924 | -173 | 1-3 |
|  | 16.  | Syntainics Mitteldeutscher  | .324 | 34 | 11 | 23 | 2881 | 3041 | -160 |     |
|  | 17.  | Fraport Skyliners Frankfurt | .294 | 34 | 10 | 24 | 2726 | 2940 | -214 |     |
|  | 18.  | Medi Bayreuth               | .176 | 34 | 6  | 28 | 2805 | 3109 | -304 |     |

      Campione di Germania.
      Ammesse ai playoff scudetto.
      Retrocessa in ProA
 Vincitrice del campionato
 Vincitrice della Coppa di Germania 2022-2023
In caso di parità tra due squadre si considera la differenza canestri degli scontri diretti, in caso di scarto nullo si considera il coefficiente canestri (PF/PS). In caso di parità tra tre o più squadre si procede al calcolo della classifica avulsa, prendendo in considerazione come primo elemento il totale degli scontri diretti tra le squadre interne alla classifica avulsa, in caso di parità interna tra due squadre si prosegue con le regole per la parità tra due squadre.

## Play-off
Le serie dei quarti di finale e di semifinale sono al meglio delle cinque gare. Gara1, Gara2 e l'eventuale Gara5 sono in casa della meglio classificata. La finale è al meglio delle sette gare: Gara1 e Gara2 sono in casa della meglio classificata come le eventuali Gara5 e Gara7.

### Tabellone
|  | Quarti di finale | Quarti di finale | Quarti di finale | Quarti di finale | Quarti di finale | Quarti di finale | Quarti di finale |               |    | Semifinali | Semifinali | Semifinali | Semifinali | Semifinali | Semifinali | Semifinali |  |  | Finale | Finale       | Finale | Finale | Finale | Finale | Finale | Finale | Finale |
|  |                  |                  |                  |                  |                  |                  |                  |               |    |            |            |            |            |            |            |            |  |  |        |              |        |        |        |        |        |        |        |
|  | 1                | Telekom Bonn     | 94               | 95               | 89               |                  |                  |               |    |            |            |            |            |            |            |            |  |  |        |              |        |        |        |        |        |        |        |
|  | 8                | Niners Chemnitz  | 63               | 78               | 83               |                  |                  |               |    |            |            |            |            |            |            |            |  |  |        |              |        |        |        |        |        |        |        |
|  | 8                | Niners Chemnitz  | 63               | 78               | 83               |                  |                  | Telekom Bonn  | 80 | 94         | 82         |            |            |            |            |            |  |  |        |              |        |        |        |        |        |        |        |
|  |                  |                  |                  |                  |                  |                  |                  | Telekom Bonn  | 80 | 94         | 82         |            |            |            |            |            |  |  |        |              |        |        |        |        |        |        |        |
|  |                  |                  | R. Ludwigsburg   | 71               | 65               | 73               |                  |               |    |            |            |            |            |            |            |            |  |  |        |              |        |        |        |        |        |        |        |
|  | 4                | EWE Oldenburg    | R. Ludwigsburg   | 71               | 65               | 73               | 80               | 72            | 62 |            |            |            |            |            |            |            |  |  |        |              |        |        |        |        |        |        |        |
|  | 4                | EWE Oldenburg    |                  |                  |                  |                  | 80               | 72            | 62 |            |            |            |            |            |            |            |  |  |        |              |        |        |        |        |        |        |        |
|  | 5                | R. Ludwigsburg   | 90               | 73               | 86               |                  |                  |               |    |            |            |            |            |            |            |            |  |  |        |              |        |        |        |        |        |        |        |
|  |                  |                  |                  |                  |                  |                  |                  |               |    |            |            |            |            |            |            |            |  |  |        | Telekom Bonn | 73     | 104    | 84     | 70     |        |        |        |
|  |                  |                  |                  | Ulma             | 79               | 75               | 112              | 74            |    |            |            |            |            |            |            |            |  |  |        |              |        |        |        |        |        |        |        |
|  | 3                | Bayern Monaco    | 87               | 87               | 65               |                  |                  |               |    |            |            |            |            |            |            |            |  |  |        |              |        |        |        |        |        |        |        |
|  | 6                | BG 74 Gottinga   | 67               | 85               | 54               |                  |                  |               |    |            |            |            |            |            |            |            |  |  |        |              |        |        |        |        |        |        |        |
|  | 6                | BG 74 Gottinga   | 67               | 85               | 54               |                  |                  | Bayern Monaco | 69 | 88         | 102        |            |            |            |            |            |  |  |        |              |        |        |        |        |        |        |        |
|  |                  |                  |                  |                  |                  |                  |                  | Bayern Monaco | 69 | 88         | 102        |            |            |            |            |            |  |  |        |              |        |        |        |        |        |        |        |
|  |                  |                  | Ulma             | 87               | 93               | 104              |                  |               |    |            |            |            |            |            |            |            |  |  |        |              |        |        |        |        |        |        |        |
|  | 2                | Alba Berlino     | Ulma             | 87               | 93               | 104              | 64               | 91            | 81 | 81         |            |            |            |            |            |            |  |  |        |              |        |        |        |        |        |        |        |
|  | 2                | Alba Berlino     |                  |                  |                  |                  | 64               | 91            | 81 | 81         |            |            |            |            |            |            |  |  |        |              |        |        |        |        |        |        |        |
|  | 7                | Ulma             | 88               | 77               | 93               | 83               |                  |               |    |            |            |            |            |            |            |            |  |  |        |              |        |        |        |        |        |        |        |

## Premi e riconoscimenti
- MVP regular season:  /  T.J. Shorts, Telekom Bonn
- MVP finals:  Yago, Ulma
- Allenatore dell'anno:  Tuomas Iisalo, Telekom Bonn
- Attaccante dell'anno:  DeWayne Russell, EWE Oldenburg
- Difensore dell'anno:  Selom Mawugbe, Rostock Seawolves
- Rookie dell'anno:  Malte Delow, Alba Berlino